# (500235) 2012 JH16
(500235) 2012 JH16 es un asteroide perteneciente al cinturón de asteroides, descubierto el 30 de enero de 2011 por el equipo del Pan-STARRS desde el Observatorio de Haleakala, Hawái, Estados Unidos.

## Designación y nombre
Designado provisionalmente como 2012 JH16.

## Características orbitales
2012 JH16 está situado a una distancia media del Sol de 2,776 ua, pudiendo alejarse hasta 3,486 ua y acercarse hasta 2,065 ua. Su excentricidad es 0,256 y la inclinación orbital 21,63 grados. Emplea 1689,50 días en completar una órbita alrededor del Sol.

## Características físicas
La magnitud absoluta de 2012 JH16 es 17,1.